# Sollefteå missionskyrka

Sollefteå missionskyrka är hem för Sollefteå missionsförsamling, en kristen församling i Sollefteå som tillhör samfundet Equmeniakyrkan. Den nuvarande kyrkan byggdes 1939 och ligger mitt i centrala Sollefteå. Fastigheten inrymmer förutom församlingslokaler även lägenheter och affärslokaler.